# Mark Metcalf
Mark Metcalf (Findlay, 11 maart 1946) is een Amerikaanse televisie- en filmacteur die vaak wordt gecast als slechterik of antagonist.
Metcalf speelde onder meer ROTC-officier Douglas C. Neidermeyer in de Amerikaanse komische film Animal House, uit 1978. Hij speelde soortgelijke personages in voor de nummers We're Not Gonna Take It en I Wanna Rock van de heavy-metalband Twisted Sister.
Hij speelde ook The Maestro in twee afleveringen van de sitcom Seinfeld had een terugkerende rol als De Meester in de bovennatuurlijke dramaserie Buffy the Vampire Slayer en de spin-offserie Angel.

## Filmografie
- Animal House (1978)
- Where the Buffalo Roam (1980)
- One Crazy Summer (1981)
- The Final Terror (1983)
- The Oasis (1984)
- The Heavenly Kid (1985)
- Mr. North (1988)
- Oscar (1991)
- A Reason to Believe (1995)
- The Million Dollar Kid (2000)
- Britney, Baby, One More Time (2002)
- Sorority Boys (2002)
- Modus Operandi (2009)
- Fort McCoy (2011)
- Operation Belvis Bash (2011)
- Playback (2012)
- Little Red (2012)
- Billy Club (2013)
- A Futile and Stupid Gesture (2018)

### Televisie
- Barnaby Jones (1979); 2 afl.
- Hill Street Blues (1981); 3 afl.
- A Woman Named Jackie (1991); miniserie
- Melrose Place (1995); 2 afl.
- Seinfeld (1995-1996); 2 afl.
- Teen Angel (1997-1998); 7 afl.
- Buffy the Vampire Slayer / Angel  (1997-2002); 9 afl.
- Star Trek: Voyager (1998); 2 afl.
- JAG (1999); 3 afl.